# Ján Pravdoľub Bella
Ján Pravdoľub Bella (5. prosince 1836, Liptovský Mikuláš – 27. března 1924, Bratislava) byl slovenský pedagog a publicista.

## Životopis
Základní školy navštěvoval v Liptovském Mikuláši a Matejovcích. Od roku 1850 se učil brašnářem u S. Wagnera v Banské Bystrici. Od roku 1853 vandroval přes Levoču, Miškovec, Dunaföldvár, Pešť. Během pobytu v Pešti se zapojil do národní práce (i jako notář slovenské evangelické církve). Od roku 1861 působil v Pešti jako hostinský. Později, v letech 1864 až 1868 působil jako učitel v Párnici a od roku 1868 v Kostolném. Od roku 1873 byl úředníkem banky Slovenia v Pešti. Od roku 1874 působil jako učitel v Békešské Čabě. V roce 1896 odešel do důchodu. Poté žil v Békešské Čabě, od roku 1912 v Ružomberku, od roku 1920 v Novákách a nakonec v Bratislavě.

## Tvorba
Psal básně. Pomáhal i při redigování časopisu Černokňažník. Zdramatizoval pověsti Jána Kalinčiaka. Publikoval články o výchově řemeslné mládeže, zdravotnictví, včelařství a ovocnářství, které publikoval v periodikách Obzor, Dolnozemské listy, Národné noviny a dalších. Sestavoval i učebnice a čítanky pro slovenské „ľudové“ školy.
Dokumentární hodnotu mají jeho články o revoluci v Rakouském císařství 1848-1849, vzpomínky z let 1856 až 1864 a články o Slovácích v Békešské Čabě a o jejich zvycích, které zveřejnil v časopise Slovenské pohľady.

## Památky
- Pozůstalost v literárním archivu Matice slovenské

## Rodina
- Otec Jozef Pravoslav Bella
- Matka Marie, rozená Langová
- Manželka Anna, rozená Fábryová
- Syn Matej Metod Bella